# Schwarzschildradius
De schwarzschildradius of -straal (genoemd naar Karl Schwarzschild, die het effect in 1916 bedacht heeft) is de grensradius of -straal van een rond object (meestal een zwart gat) vanaf waar de ontsnappingssnelheid gelijkstaat aan de snelheid van het licht. Deze grens is een waarnemingshorizon, aangezien de buitenstaander geen informatie meer kan verwerven over wat er zich afspeelt binnen deze grens. Als een object eenmaal voorbij de waarnemingshorizon gaat, kan het niet meer ontsnappen aan het zwaartekrachtsveld dat eraan ten grondslag ligt.
De schwarzschildradius is recht evenredig aan de massa van het object. De meeste hemellichamen hebben een schwarzschildradius die vele malen kleiner is dan de straal van het object: zo is die van de zon 3 km en die van de aarde 9 mm. Binnen in deze objecten bevindt zich natuurlijk geen waarnemingshorizon: de zwaartekracht die een lichaam in het binnenste van een bolvormig hemellichaam ondervindt is gelijk aan die van de deelbol van het hemellichaam dat zich 'onder' het object bevindt (bijvoorbeeld voor een object in een grot in de aarde neemt de waargenomen zwaartekracht dus met de diepte continu af om in het middelpunt van de aarde nul te bedragen - het voorwerp wordt dan aan alle kanten even hard aangetrokken). Zou men het hemellichaam echter zover kunnen samenpersen dat al zijn massa binnen zijn schwarzschildstraal valt, dan heeft het lichaam wel een waarnemingshorizon.
Is de schwarzschildradius groter dan de straal van het object, dan spreken we van een zwart gat.

## Formule voor de schwarzschildstraal
De formule voor de schwarzschildstraal kan worden afgeleid aan de hand van de formule voor de ontsnappingssnelheid (vontsnapping ) Daarvoor geldt immers:
{\displaystyle v_{ontsnapping}={\sqrt {\frac {2GM}{r}}}}
Aangezien de relativiteitstheorie stelt dat een voorwerp nooit sneller dan het licht kan reizen, geldt dat de maximale ontsnappingssnelheid gelijk is aan de lichtsnelheid. Voor vontsnapping  kan dus c worden ingevuld. Vervolgens kan het geheel als volgt worden omgeschreven:
{\displaystyle c={\sqrt {\frac {2GM}{r}}}}
{\displaystyle c^{2}={\frac {2GM}{r}}}
{\displaystyle r_{s}={\frac {2GM}{c^{2}}}}
Hierin is:
- rs  de schwarzschildstraal (m);
- G de gravitatieconstante, deze bedraagt 6,67384 × 10−11 Nm2kg-2;
- m de massa van het object (kg);
- c de lichtsnelheid, deze bedraagt 2,99792458 x 108 ms-1.

De berekening kan minder complex worden gemaakt door de gravitatieconstante met de lichtsnelheid tot één constante samen te nemen. Deze nieuwe constante wordt gegeven door
{\displaystyle {\frac {2\,G}{c^{2}}}} en bedraagt ongeveer 1,485 × 10-27.
Dit betekent dat de vergelijking herschreven kan worden tot:
rs ≈ m × 1,485 × 10−27 .
Uit de formule volgt dat de gemiddelde dichtheid van het lichaam binnen de schwarzschildstraal kleiner wordt, naarmate de massa groter wordt. Dit kan zelfs resulteren in een dichtheid kleiner dan die van water. Tevens wordt de valversnelling op gelijke afstand van het lichaam kleiner bij toename van de massa, evenals de getijdewerking (gradiënt van het zwaartekrachtsveld) en de sterkte van de spaghettificatie.